# كنتاو
كنتاو (بالكازاخية: Кентау) (بالروسية: Кентау)، هي مدينة كازاخية تقع في الأوبليس الجنوبي. قدر عدد سكانها 57121 نسمة في عام 2009.

## جغرافية المدينة
تقع كنتاو عند سفح جبال كراتاو وتبعد ثلاثين كيلومترا من مدينة تركستان.

## سكان المدينة
| 1959* | 1970* | 1979* | 1989* | 1999* | 2009* |
| ----- | ----- | ----- | ----- | ----- | ----- |
| 38108 | 54946 | 62991 | 64228 | 55521 | 57121 |

## أعلام
- ليندا